# Liste der Kulturdenkmale in Walddorfhäslach
In der Liste der Kulturdenkmale in Walddorfhäslach sind Bau- und Kunstdenkmale der Gemeinde Walddorfhäslach aufgelistet. Die Gemeinde besteht aus den beiden Ortsteilen Walddorf und Häslach. Grundlage dieser Auflistung ist das im Dezember 1999 von Iris Fromm-Kaupp M. A. erstellte „Verzeichnis der unbeweglichen Bau- und Kunstdenkmale und der zu prüfenden Objekte“. (Stand: 13. Januar 2000). Objekte, deren  Denkmaleigenschaft noch nicht abschließend untersucht sind, enthalten keinen Eintrag zum Denkmalschutzgesetz (Baden-Württemberg).

## Allgemein
- Bild: Zeigt ein ausgewähltes Bild aus Commons, „Weitere Bilder“ verweist auf die Bilder im Medienarchiv Wikimedia Commons.
- Bezeichnung: Nennt den Namen, die Bezeichnung oder die Art des Kulturdenkmals.
- Lage: Straßenname und Hausnummer oder Flurstücknummer des Kulturdenkmals, gegebenenfalls auch den Ortsteil. Die Grundsortierung der Liste erfolgt nach dieser Adresse. Der Link (Karte) führt zu verschiedenen Kartendiensten mit der Position des Kulturdenkmals. Fehlt dieser Link, wurden die Koordinaten noch nicht eingetragen. Sind diese bekannt, können sie über ein Tool mit einer Kartenansicht einfach nachgetragen werden. In dieser Kartenansicht sind Kulturdenkmale ohne Koordinaten mit einem roten bzw. orangen Marker dargestellt und können durch Verschieben auf die richtige Position in der Karte mit Koordinaten versehen werden. Kulturdenkmale ohne Bild sind an einem blauen bzw. roten Marker erkennbar.
- Datierung: Baubeginn, Fertigstellung, Datum der Erstnennung oder grobe zeitliche Einordnung entsprechend des Eintrags in der zuständigen Denkmaldatenbank (Landesamt für Denkmalpflege Baden-Württemberg).
- Beschreibung: Kurzcharakteristik des Kulturdenkmals.

| Bild           | Bezeichnung                                       | Lage                                           | Datierung                   | Beschreibung | ID |
| -------------- | ------------------------------------------------- | ---------------------------------------------- | --------------------------- | --- | -- |
|                | Evangelische Kirche                               | Häslach, Dorfstraße 1 (Karte)                  | 1897–1899                   | Neuromanischer Sandsteinbau, zweischiffige Hallenkirche mit Chorflankenturm, Chorfenster von Theodor Bauerle, Einfriedung und Freifläche, Architekt: Heinrich Dolmetsch Geschützt nach § 2 DSchG |    |
|                | Wasserturm                                        | Häslach, Turmstraße 23 (Flstnr. 1152) (Karte)  | 1966                        | Betonrundbau mit eingezogener Mitte, Architekt: Ludwig Bauer (Stuttgart) |    |
|                | Ehemalige Bebenhäuser Zehntscheuer                | Walddorf, Bachstraße 5 (Karte)                 | 18. Jahrhundert             | Fachwerkbau mit Satteldach, 18. Jahrhundert Geschützt nach § 2 DSchG |    |
|                | Ehemaliger „Schafhof“                             | Walddorf, Bachstraße 25 (Karte)                | 1585 und 1789               | Wohnhaus (eingeschossiger Putzbau mit Vorkragungen und Eckstein mit Jahreszahl 1585), eingeschossiges Waschhaus, bezeichnet 1789 und Scheune |    |
|                | „Neues Forsthaus“                                 | Walddorf, Brühlstraße 2 (Karte)                | wohl 1780                   | Wohnhaus mit Notariat (bis Ende 2017), Fachwerkbau über massivem Erdgeschoss, Krüppelwalmdach Geschützt nach § 28 DSchG |    |
|                | Scheune des 1955 abgegangenen „Alten Forsthauses“ | Walddorf, Brühlstraße 4 (Karte)                | 1789                        | Fachwerkbau mit Krüppelwalmdach, bezeichnet 1789, am Rundbogen zum Keller bezeichnet 1766 Geschützt nach § 2 DSchG |    |
|                | Pfarrhof                                          | Walddorf, Gustav-Werner-Straße 5 (Karte)       | 18. Jahrhundert             | Pfarrhaus (zweigeschossiger Putzbau mit massivem Sockel, 18. Jahrhundert, im Kern 16. Jahrhundert) sowie Waschhaus (eingeschossiger Massivbau mit Walmdach) und Ummauerung, Pfarrgarten mit ehemaligem Taufstein Geschützt nach § 2 DSchG |    |
| Weitere Bilder | Evangelische Pfarrkirche Walddorf                 | Walddorf, Gustav-Werner-Straße 12 (Karte)      | um 1500                     | Spätgotische Saalkirche, um 1500, alter Polygonalchor um 1700 abgerissen zugunsten rechteckiger Langhaus-Verlängerung nach Osten, verputzt, innen konsequente Querkirchen-Konzeption, der steinsichtige Turm mit Fachwerkaufsatz und überstehendem Zeltdach ist wohl ehemaliger Bergfried Geschützt nach § 28 DSchG |    |
|                | Wohnhaus                                          | Walddorf, Gustav-Werner-Straße 16 (Karte)      | um 1800                     | Ehemaliges Herrenhaus, zweigeschossiger Putzbau mit massivem Erdgeschoss, um 1800, im Sockelbereich spätmittelalterlich. Anfang Juli 2019 abgerissen. Geschützt nach § 2 DSchG |    |
|                | Altes Schulhaus II                                | Walddorf, Gustav-Werner-Straße 24 (Karte)      | 1797                        | Wohnhaus, zweigeschossiger Putzbau mit profilierten Tor- und Fenstergewänden an der Westseite, am Eingang datiert 1797, im Kern spätmittelalterlich Geschützt nach § 2 DSchG |    |
|                | Altes Schulhaus II                                | Walddorf, Gustav-Werner-Straße 24/1 (Karte)    | 1797                        | Wohnhaus, zweigeschossiger Putzbau mit profilierten Tor- und Fenstergewänden an der Westseite, am Eingang datiert 1797, im Kern spätmittelalterlich Geschützt nach § 2 DSchG | BW |
|                | Bauernhaus                                        | Walddorf, Haidlinsgasse 15 (Karte)             | 16./17. Jahrhundert         | Fachwerkbau mit massivem Erdgeschoss aus Backstein, 16./17. Jahrhundert, Erdgeschoss um 1900 erneuert |    |
|                | Ehemalige Ölmühle                                 | Walddorf, Haidlinsgasse 15a                    | 1752                        | zweigeschossiger Fachwerkbau mit Krüppelwalmdach – inzwischen abgegangen 01/2018 Geschützt nach § 2 DSchG |    |
|                | Bauernhaus                                        | Walddorf, Hauptstraße 6 (Karte)                | 1715                        | Zweigeschossiger Putzbau, Fachwerk über massivem Erdgeschoss, 1715 erste urkundliche Erwähnung, Keller mit Rundbogenportal bezeichnet 1768, Wohnhauserweiterung 1866 – Wohnhaus inzwischen abgegangen und unter Teilverwendung alter Sockelsteine neu errichtet, Scheune mit Rundbogentor noch existent, Dacheindeckung erneuert |    |
|                | Rathaus                                           | Walddorf, Hauptstraße 9 (Karte)                | 1844–46                     | Dreigeschossiger Putzbau mit Satteldach und Dachreiter, Fachwerk über massivem Sockelgeschoss Geschützt nach § 2 DSchG |    |
|                | „Adlwirtsbecka“                                   | Walddorf, Hauptstraße 23 (Karte)               | 16./ Anfang 17. Jahrhundert | Wohnhaus, ehemaliger Herrensitz, später Gasthaus „Zum Schwarzen Adler“, zweigeschossiger Bau, Fachwerk über massivem Erdgeschoss mit profiliertem Kragstein und zwei steinernen Neidköpfen, 16./ Anfang 17. Jahrhundert Geschützt nach § 2 DSchG |    |
|                | Gehöft                                            | Walddorf, Kappel 1 (Karte)                     | 1794                        | Wohnhaus von 1794, zweigeschossiger Fachwerkbau, teilweise verputzt sowie Scheune von 1788 und Hofraum Geschützt nach § 2 DSchG |    |
|                | Gehöft                                            | Walddorf, Kirchgasse 19 (Karte)                | 16. Jahrhundert – 1780      | Wohnhaus (zweigeschossiger, verkleideter Fachwerkbau, 16. Jahrhundert), Scheune (Fachwerkbau), bezeichnet 1780 und Brunnen Geschützt nach § 2 DSchG |    |
|                | Altes Schulhaus I                                 | Walddorf, Kirchgasse 20 (Karte)                | 1551                        | Putzbau mit Satteldach, Fachwerk über massivem Erdgeschoss, 1551 Umbau des Kaplaneihauses zum Schulhaus, diente diesem Zweck bis 1829, im Erdgeschoss Steinquader mit Jahreszahl 1650, am Türsturz datiert 1897 |    |
|                | Ehemaliger Gasthof zum Ochsen                     | Walddorf, Rathausgasse 3, 6 und 6a (Karte)     | 1715                        | Zweigeschossiges Hauptgebäude (Nr. 6), (verputztes Fachwerk über massivem Sockel mit Eckquaderung), mit Scheune (Nr. 6a), 1715 erstmals erwähnt, Sockelbereich wohl mittelalterlich, sowie ökonomiegebäude (Nr. 3), erbaut 1765, mit Wirtschaftssaal vom Anfang des 20. Jahrhunderts und überdachter, hölzerner Verbindungsbrücke aus der Mitte des 19. Jahrhunderts Geschützt nach § 2 DSchG                                                                            |    |
|                | So genanntes Schloss                              | Walddorf, Schlosshof 1, 2 und 6 (Karte)        |                             | Ehemaliger Herrensitz, heute Wohnhaus (Nr. 1), Wohnhaus mit Ladeneinbau (Nr. 6) sowie Wohn- und ökonomiegebäude (Nr. 2), zweigeschossige Bauten, Fachwerk über massivem Sockel Geschützt nach § 2 DSchG |    |
|                | So genanntes Schloss                              | Walddorf, Schlosshof 1 (Karte)                 | 1519                        | Gebäude Schlosshof 1 mit zweigeschossigem Anbau und Altane, inschriftlich datiert 1519 sowie Prunktor inschriftlich datiert 1607 Geschützt nach § 28 DSchG |    |
|                | Ehemalige Dampfmolkerei                           | Walddorf, Talbrunnenweg 6 (Karte)              | 1893                        | Eingeschossiger Backsteinbau von 1893 |    |
|                | Wohnhaus                                          | Walddorf, Weihergasse 1 (Karte)                | 1836                        | Dreigeschossiger Bau mit Satteldach, Fachwerk über massivem Sockel, 1836 von Schultheiß Heim erbaut, am Rundbogentor inschriftlich datiert Geschützt nach § 2 DSchG |    |
|                | Friedhof                                          | Walddorf, Friedhofstraße (Flstnr. 214) (Karte) | 1635                        | 1635 als Pestfriedhof angelegt, Ummauerung mit Inschriftenplatte Geschützt nach § 2 DSchG |    |
|                | Sühnekreuz                                        | Walddorf, Flstnr. 214 (Karte)                  | 16. Jahrhundert             | Sandstein, 16. Jahrhundert Standort: auf dem Friedhof gegenüber der Aussegnungshalle. Früherer Standort: an der Straße nach Dettenhausen. Beschreibung: Sandstein, Bearbeitungsspuren, im linken Arm Schramme. Form: kleines, leicht geschweifte asymmetrisches Tatzenkreuz. Tiefenmaß verringert sich von links nach rechts. Zeichen: achtspeichiges Rad mit Nabe. Volkstümliche Überlieferung: am früheren Standort sei eine Frau verunglückt Geschützt nach § 2 DSchG |    |